# Hypochra parmensis
Hypochra parmensis är en tvåvingeart som först beskrevs av Camillo Rondani 1869.  Hypochra parmensis ingår i släktet Hypochra och familjen fläckflugor. Inga underarter finns listade i Catalogue of Life.